# 1292 a.C.
O ano 1292 a.C. possui como fatos históricos:

## Eventos

### África e outras regiões
- Fim da XVIII e início da XIX dinastia do Reino Novo, com Ramessés I, que sucedeu a Horemebe.[1]

## Mortes
- Horemebe (1319 a.C. – 1292 a.C.), último faraó da XVIII dinastia[carece de fontes?]